# Wolfram Fischer
Wolfram Fischer (* 9. Mai 1928 in Weigelsdorf-Tannenberg, Kreis Reichenbach / Eulengebirge, Provinz Schlesien; † 28. April 2024 in Berlin) war ein deutscher Wirtschafts- und Sozialhistoriker und Professor an der Freien Universität Berlin.

## Leben
Wolfram Fischer besuchte die Nationalpolitische Erziehungsanstalt in Rottweil und erwarb 1946 das Abitur in Böblingen. Ab 1947 studierte er Geschichte, Philosophie, Wirtschafts- und Sozialwissenschaften in Heidelberg, Tübingen, Göttingen und London. Er promovierte 1951 in Tübingen bei Hans Rothfels zum Dr. phil. (Das Fürstentum Hohenlohe im Zeitalter der Aufklärung). 1954 erwarb er den Dr. rer. pol. (Handwerksrecht und Handwerkswirtschaft um 1800).

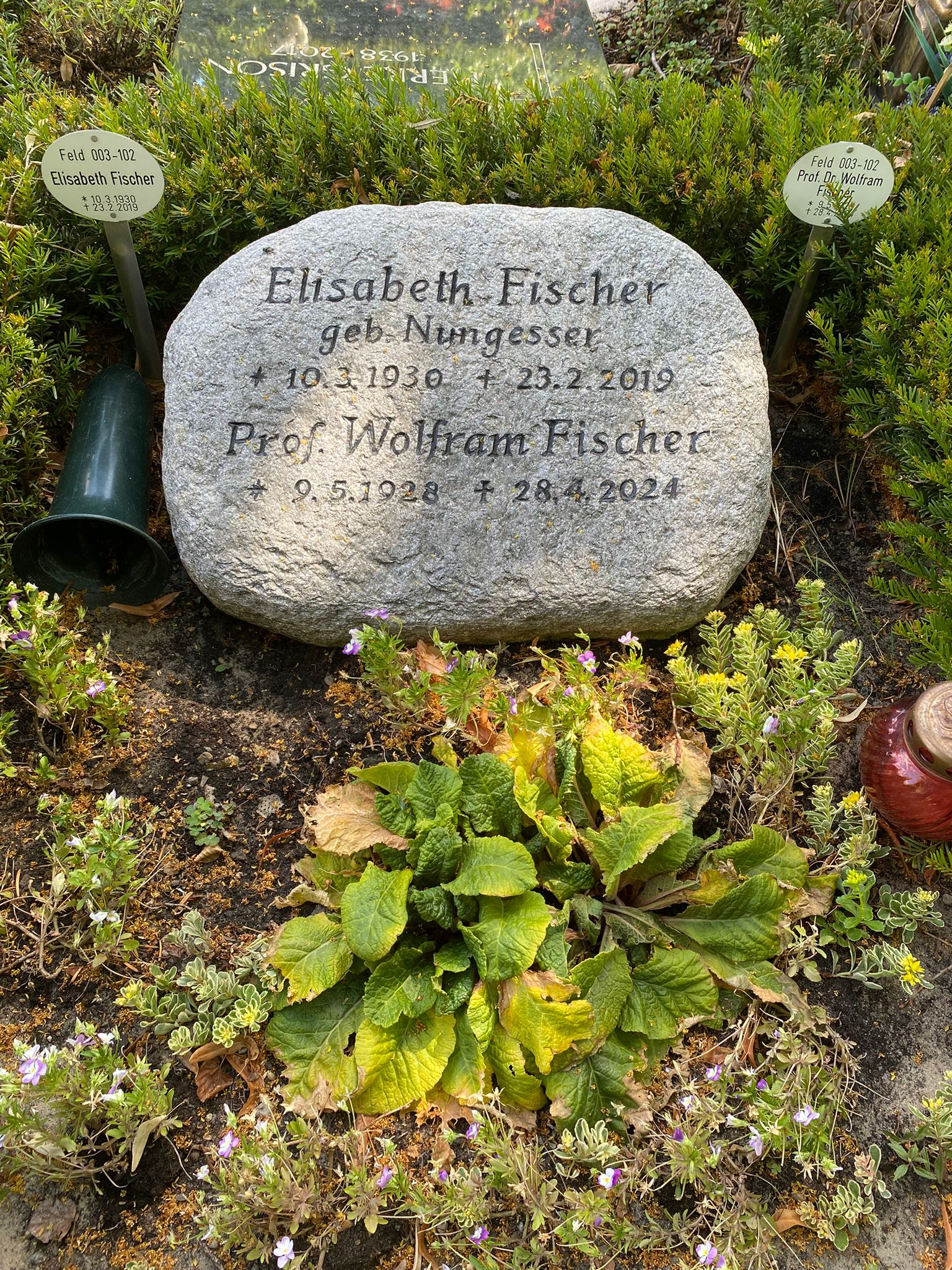
Grabstätte auf dem Friedhof Dahlem

Von 1954 bis 1958 war Fischer wissenschaftlicher Assistent an der TH Karlsruhe und wurde sodann wissenschaftlicher Referent an der Sozialforschungsstelle an der Universität Münster in Dortmund. 1960/61 habilitierte er sich in Heidelberg und Münster bei Erich Maschke und Walther G. Hoffmann. Anschließend arbeitete er zunächst als Dozent in Heidelberg und Münster, bevor er 1963 wissenschaftlicher Rat und Professor in Münster wurde und 1964 einen Ruf auf den Lehrstuhl für Wirtschafts- und Sozialgeschichte der Freien Universität Berlin annahm. Von 1968 bis 1970 war er Dekan des Fachbereichs Wirtschaftswissenschaften der FU Berlin. Im Jahre 1996 wurde Fischer emeritiert. Er lebte weiterhin in Berlin.
Fischer war Gastprofessor an folgenden Universitäten und Instituten: Harvard University, University of California, Berkeley, Stanford University, Institute for Advanced Study in Princeton (New Jersey), University of Oxford (All Souls College), University of Calgary, Georgetown University, Hebräische Universität Jerusalem und Woodrow Wilson International Center for Scholars.
Wolfram Fischer erhielt seine letzte Ruhestätte auf dem Friedhof Dahlem.   

## Mitgliedschaften und Ehrungen
Im Jahr 1963 wurde Fischer zum ordentlichen Mitglied der Historischen Kommission für Westfalen gewählt, seit 1968 war er korrespondierendes Mitglied. Darüber hinaus war Fischer seit 1966 Mitglied in der Historischen Kommission zu Berlin, die er von 1990 bis 1996 leitete, und seit 1973 in der Berliner Wissenschaftlichen Gesellschaft. Er war Mitglied der Notgemeinschaft für eine freie Universität. Seit 1992 war er zudem Mitglied in der Berlin-Brandenburgischen Akademie der Wissenschaften und seit 1993 in der Academia Europaea. Weiterhin war er Mitglied der American Philosophical Society.
1997 verlieh ihm die Humboldt-Universität zu Berlin die Ehrendoktorwürde.

## Veröffentlichungen (Auswahl)
Monographien
- Expansion – Integration – Globalisierung. Studien zur Geschichte der Weltwirtschaft, herausgegeben von Paul Erker und Heinrich Volkmann (= Kritische Studien zur Geschichtswissenschaft, Bd. 125), Vandenhoeck und Ruprecht, Göttingen 1998, ISBN 978-3-525-35788-0.
- Armut in der Geschichte. Erscheinungsformen und Lösungsversuche der „Sozialen Frage“ in Europa seit dem Mittelalter (= Kleine Vandenhoeck-Reihe, 1476), Vandenhoeck und Ruprecht, Göttingen 1982, ISBN 978-3-525-33465-2.
- Die Weltwirtschaft im 20. Jahrhundert (= Kleine Vandenhoeck-Reihe, 1450), Vandenhoeck und Ruprecht, Göttingen 1979, ISBN 978-3-525-33431-7.
- Wirtschaft und Gesellschaft im Zeitalter der Industrialisierung. Aufsätze, Studien, Vorträge (= Kritische Studien zur Geschichtswissenschaft, Bd. 1), Vandenhoeck & Ruprecht, Göttingen 1972, ISBN 3-525-35951-9.
- Deutsche Wirtschaftspolitik 1918–1945, Leske, Opladen 1968, ISBN 3-7850-0073-1.
- Unternehmerschaft, Selbstverwaltung und Staat. Die Handelskammern in der deutschen Wirtschafts- und Staatsverfassung des 19. Jahrhunderts, Duncker & Humblot, Berlin 1964.
- Der Staat und die Anfänge der Industrialisierung in Baden. Band 1: Die staatliche Gewerbepolitik, Duncker & Humblot, Berlin 1962.
- mit Rudolf Stadelmann: Die Bildungswelt des deutschen Handwerkers um 1800. Studien zur Soziologie des Kleinbürgers im Zeitalters Goethes, Duncker & Humblot, Berlin 1955.

Herausgeberschaften
- Die Preußische Akademie der Wissenschaften zu Berlin 1914–1945. Interdisziplinäre Arbeitsgruppe Berliner Akademiegeschichte im 19. und 20. Jahrhundert, Akademie-Verlag, Berlin 2000, ISBN 3-05-003327-4.
- Lebensstandard und Wirtschaftssysteme. Studien. Im Auftrag des Wissenschaftsfonds der DG BANK (= Veröffentlichungen der DG-Bank, Deutsche Genossenschaftsbank, Bd. 20), Knapp, Frankfurt am Main 1995, ISBN 978-3-7819-0564-1.
- mit Klaus Hierholzer, Michael Hubenstorf, Peter Th. Walther und Rolf Winau: Exodus von Wissenschaften aus Berlin. Fragestellungen – Ergebnisse – Desiderate. Entwicklungen vor und nach 1933. Berlin-Brandenburgische Akademie der Wissenschaften. Arbeitsgruppe Exodus von Wissenschaften aus Berlin, de Gruyter, Berlin 1994, ISBN 978-3-11-013945-7.
- Wirtschaft im geteilten Berlin 1945–1990. Forschungsansätze und Zeitzeugen (= Einzelveröffentlichungen der Historischen Kommission zu Berlin, Bd. 76), Saur, München 1994, ISBN 3-598-23220-9.
- Treuhandanstalt. Das Unmögliche wagen (= Forschungsberichte), Akademie-Verlag, Berlin 1993, ISBN 3-05-002401-1.
- Die Geschichte der Stromversorgung, Verlags- und Wirtschaftsgesellschaft der Elektrizitätswerke, Frankfurt/M. 1992, ISBN 3-8022-0298-8.
- Henning Berlin. Die Geschichte eines pharmazeutischen Unternehmens 1913–1991 (= Schriften zur Wirtschafts- und Sozialgeschichte, Bd. 40), Duncker & Humblot, Berlin 1992, ISBN 3-428-07496-3.
- Grundlagen der historischen Statistik von Deutschland. Quellen, Methoden, Forschungsziele (= Schriften des Zentralinstituts für Sozialwissenschaftliche Forschung der Freien Universität Berlin, Bd. 65), Westdeutscher Verlag, Opladen 1991, ISBN 3-531-12246-0.
- Währungsreform und soziale Marktwirtschaft. Erfahrungen und Perspektiven nach 40 Jahren (= Schriften des Vereins für Socialpolitik, N.F., Bd. 190), Duncker und Humblot, Berlin 1989, ISBN 3-428-06727-4.
- Europäische Wirtschafts- und Sozialgeschichte vom Ersten Weltkrieg bis zur Gegenwart (= Handbuch der europäischen Wirtschafts- und Sozialgeschichte, Bd. 6), Klett-Cotta, Stuttgart 1987, ISBN 3-12-904780-8.
- Sachzwänge und Handlungsspielräume in der Wirtschafts- und Sozialpolitik der Zwischenkriegszeit, Scripta-Mercaturae-Verlag, St. Katharinen 1985, ISBN 3-922661-23-8.
- Europäische Wirtschafts- und Sozialgeschichte von der Mitte des 19. Jahrhunderts bis zum Ersten Weltkrieg (= Handbuch der europäischen Wirtschafts- und Sozialgeschichte, Bd. 5), Klett-Cotta, Stuttgart 1985, ISBN 3-12-904770-0.
- Beiträge zu Wirtschaftswachstum und Wirtschaftsstruktur im 16. und 19. Jahrhundert (= Schriften des Vereins für Socialpolitik, N.F., Bd. 63), Duncker & Humblot, Berlin 1971, ISBN 3-428-02595-4.
- Wirtschafts- und sozialgeschichtliche Probleme der frühen Industrialisierung, Colloquium Verlag, Berlin 1968.
- Die soziale Frage. Neuere Studien zur Lage der Fabrikarbeiter in den Frühphasen der Industrialisierung, Koehler, Stuttgart 1967.
- Quellen zur Geschichte des deutschen Handwerks. Selbstzeugnisse seit der Reformationszeit (= Quellensammlung zur Kulturgeschichte, Bd. 17), Musterschmidt, Göttingen 1957.